# Альфа Печі
Альфа Печі (α Fornacis, α For) — найяскравіша зоря у сузір'ї Печі, єдина у сузір'ї яскравіша 4-ї величини. Вона має власні назви Далім (у «Палермському каталозі» Джузеппе Піацці) та Форнаціс (у «Атласі» Бурітта)/ Раніше цю зорю вважали формально ідентичною до 12 Ерідана.
Зоря була ідентифікована як блакитна приблуда, що може означати передачу маси в минулому.  Альфа Печі є подвійною зорею та має великий власний рух. У цій системі спостерігається надлишок інфрачервоного випромінювання, що може означати наявність навколозоряної речовини, напр. осколкового диску.
Спектральний клас Альфа Печі А — F8IV, де клас світності IV вказує на те, що зоря є субгігантом, який нещодавно залишив головну послідовність. Її маса оцінюється у 133 % маси Сонця, а вік — у 2,9 млрд.років. Альфа Печі A є доволі холодною (6 240 K). Менший компонент (Альфа Печі B) має видиму зоряну величину 6,5m та є ще холоднішим (5 500 K) карликом спектрального класу G7 зі світністю лише половину сонячної і масою 0,75 сонячної.
Відстань до подвійної зорі дозволяє вивчати її орбітальний рух. Компоненти обертаються довкола один одного з періодом 269 років та середньою відстанню бл. 56 а. е., або бл. 4 кутових секунд при спостереженні з Землі. Еліптична орбіта має великий ексцентриситет: велика піввісь — 97 а. е., мала — 15 а. е. Востаннє зорі були на мінімальній відстані 1947 року, а на максимальному будуть у 2082 році. 2004 року минув перший повний оборот з часу відкриття подвійності зорі (1835 року).
Компоненти космічної швидкості цієї зорі (U, V, W) = (–35, +20, +30) км/с. Десь 350 тис. років тому, Альфа Печі мала тісну взаємодію з зорею спектрального класу A Ню Годинника — за оцінками ці дві зорі зблизились на відстань усього 0,265 світлового року, і обидві зорі мають осколкові диски.